# Кларк, Колин (североирландский футболист)
Ко́лин Джон Кларк (англ. Colin John Clarke; 30 октября 1962, Ньюри, Северная Ирландия) — североирландский футболист, выступавший на позиции нападающего, и футбольный тренер.

## Карьера игрока

### Клубная карьера
Кларк — воспитанник «Ипсвич Таун», начал профессиональную карьеру, подписав контракт в день своего 18-летия, в октябре 1980 года, но не сыграл ни одного матча за клуб.
Летом 1981 года заключил контракт с клубом четвёртого дивизиона «Питерборо Юнайтед». Дебютировал за «Питерборо» 2 сентября 1981 года в матче Кубка лиги против «Барнсли». 30 января 1982 года в матче против «Стокпорт Каунти» забил свой первый гол за «Питерборо».
В марте 1984 года играл в аренде в клубе третьего дивизиона «Джиллингем».
Летом 1984 года подписал контракт с клубом четвёртого дивизиона «Транмир Роверс». В сезоне 1984/85 забил 22 гола, во всех турнирах — 29 голов.
Летом 1985 года перешёл в клуб третьего дивизиона «Борнмут» за £22,5 тыс. Забив 35 голов в 56 матчах, завершил кампанию сезона 1985/86 в качестве лучшего бомбардира «вишен».
В июле 1986 года был продан клубу первого дивизиона «Саутгемптон» за £400 тыс. Дебют за «святых» 23 августа 1986 года в матче стартового тура сезона 1986/87 против «Куинз Парк Рейнджерс» отметил, оформив хет-трик.
В декабре 1988 года вернулся в «Борнмут», в аренду на четыре матча.
В марте 1989 года перешёл в «Куинз Парк Рейнджерс» за £850 тыс. Забил гол в дебютном матче за КПР, 10 марта 1989 года против «Ньюкасл Юнайтед».
В июне 1990 года перешёл в клуб второго дивизиона «Портсмут» за £450 тыс. Помог «помпи» пройти в полуфинал Кубка Англии 1991/92, где они проиграли «Ливерпулю» в серии пенальти. По окончании сезона 1992/93 Кларк был вынужден завершить карьеру футболиста из-за травмы связок коленного сустава.

### Карьера в сборной
За сборную Северной Ирландии Кларк дебютировал 26 февраля 1986 года в товарищеском матче со сборной Франции. 23 апреля 1986 года в товарищеском матче со сборной Марокко забил свой первый гол за североирландскую сборную.
Принимал участие в чемпионате мира 1986. 7 июня 1986 года в матче второго тура группового этапа мундиаля против сборной Испании забил гол.
Всего за сборную Северной Ирландии Кларк сыграл 38 матчей и забил 13 голов.

## Карьера тренера
В августе 1997 года Кларк был назначен главным тренером клуба американской Эй-лиги «Ричмонд Кикерс». В сезоне 1998 клуб финишировал во главе турнирной таблицы Атлантического дивизиона, но выбыл из плей-офф во втором раунде. В сезоне 1999 не смог преодолеть первый раунд плей-офф. 7 декабря 1999 года Кларк покинул «Ричмонд Кикерс».
30 декабря 1999 года занял пост главного тренера клуба «Сан-Диего Флэш». В сезоне 2000 клуб занял второе место в Западной конференции.
16 марта 2001 года Кларк вошёл в тренерский штаб клуба MLS «Даллас Бёрн» в качестве ассистента главного тренера Майка Джеффриза. После увольнения Джеффриза 15 сентября 2003 года Кларку было поручено исполнять обязанности главного тренера. 4 декабря 2003 года Кларк был утверждён главным тренером «Даллас Бёрн» на постоянной основе. В Матче всех звёзд MLS 2005 звёзды лиги под его руководством обыграли английский «Фулхэм» со счётом 4:1. Кларк вывел клуб, переименованный в ФК «Даллас», в финал Открытого кубка США розыгрыша 2005 года, где техасцы проиграли «Лос-Анджелес Гэлакси». 9 ноября 2005 года клуб продлил контракт с тренером ещё на один сезон. Несмотря на то что в сезоне 2006 «Даллас» в турнирной таблице Западной конференции занял первое место, 7 ноября 2006 года было объявлено, что контракт с Кларком не будет продлён.
11 января 2007 года был представлен в качестве главного тренера клуба Первого дивизиона ЮСЛ «Верджиния-Бич Маринерс», но два месяца спустя клуб прекратил существование.
23 мая 2007 года был назначен главным тренером клуба «Пуэрто-Рико Айлендерс». С 2008 года параллельно с «Айлендерс» тренировал сборную Пуэрто-Рико. В сезоне 2008 привёл «Айлендерс» к победе в регулярном чемпионате USL-1. В феврале 2009 года подписал с клубом новый трёхлетний контракт. Вывел клуб в полуфинал Лиги чемпионов КОНКАКАФ 2008/09, где пуэрториканцы проиграли мексиканскому «Крус Асуль» в серии пенальти. Приводил «Айлендерс» к победе в Карибском клубном чемпионате дважды: в 2010 и 2011 годах. Привёл клуб к чемпионскому титулу второго профессионального дивизиона 2010 года.
6 декабря 2011 года был назначен главным тренером клуба Североамериканской футбольной лиги «Каролина Рэйлхокс». В сезоне 2013 привёл клуб к победе в регулярном чемпионате NASL. 25 ноября 2014 года подписал с «Каролиной Рэйлхокс» новый многолетний контракт. 17 октября 2018 года «Норт Каролина» (название «Каролины Рэйлхокс» с 2017 года) объявила об уходе Кларка, тренировавшего клуб в течение семи сезонов.

## Достижения
Как тренера
 «Пуэрто-Рико Айлендерс»
- Чемпион USSF D2[англ.]: 2010
- Победитель регулярного чемпионата USL-1[англ.]: 2008
- Победитель Карибского клубного чемпионата: 2010, 2011

 «Каролина Рэйлхокс»
- Победитель регулярного чемпионата NASL: 2013